# Liste österreichischer Orte und Gemeinden, die den Klimanotstand ausgerufen haben

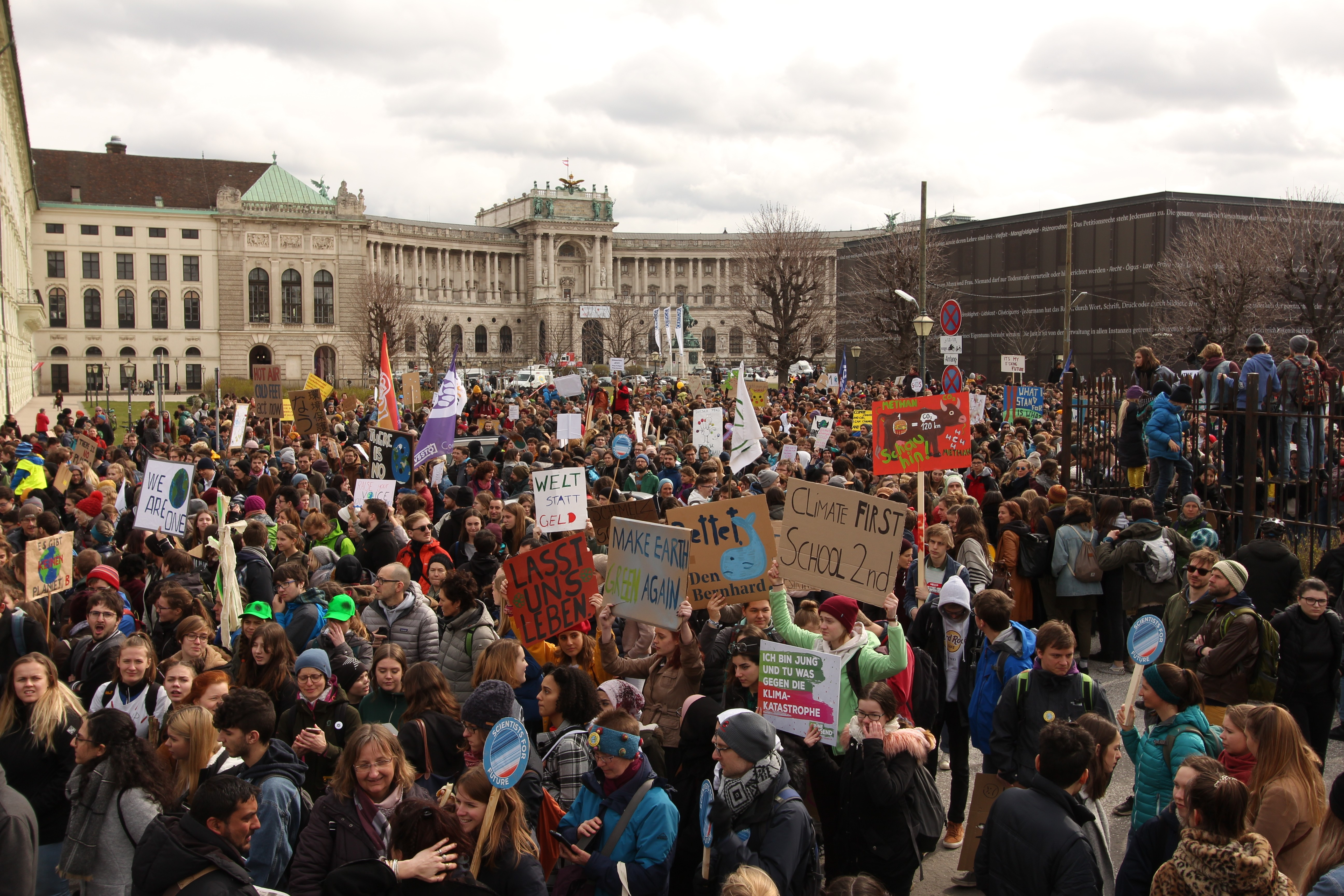
Schulstreik gegen den Klimawandel
am Wiener Heldenplatz, 15. März 2019

Die Liste österreichischer Orte und Gemeinden, die den Klimanotstand ausgerufen haben umfasst – in chronologischer Reihenfolge – alle österreichischen Gemeinden und Städte sowie die Bundesländer, die den Klimanotstand ausgerufen haben. Auch wird der Status bezüglich des Ausrufs des Klimanotstands durch den Bund bzw. das Parlament behandelt.
In der Nacht von 25. auf 26. September 2019 erklärte der Nationalrat der Republik Österreich den österreichweiten Zustand von Climate Emergency und beschloss ein Maßnahmenpaket.

## Begriff Klimanotstand
Der Begriff Klimanotstand (oder englisch Climate Emergency) wurde schon vor 2010 bei Demonstrationen gegen den Klimawandel wie z. B. der „Climate-Emergency-Rally“ am 13. Juni 2009 in Melbourne verwendet. Im August 2017 verabschiedete der Stadtrat von Darebin City ein Maßnahmenbündel unter dem Namen „Darebin Climate Emergency Plan“. Am 4. Dezember 2018 präsentierte der Club of Rome vor dem europäischen Parlament seinen „Climate Emergency Plan“, in dem 10 hochpriorisierte Maßnahmen zur Begrenzung der globalen Erwärmung zusammengefasst sind. Im Zuge der anhaltenden Protestaktionen von Fridays for Future oder Extinction Rebellion mit entsprechenden Initiativen wurde das Anliegen von verschiedenen Parlamenten aufgegriffen.

### Klima-Bündnis
Eine Vielzahl der europäischen Städte und Gemeinden, die den Klimanotstand erklären, sind gleichzeitig Mitglied im Klima-Bündnis, wodurch sie sich u. a. verpflichtet haben, ihre CO2-Emission alle 5 Jahre um 10 % zu senken.

### „Climate Emergency Plan“ des Club of Rome
Der Climate Emergency Plan wurde von Co-Präsidentin Sandrine Dixson-Declève am 4. Dezember 2018 im EU-Parlament verschiedenen Repräsentanten des Hauses, der EU-Kommission sowie aus der Wirtschaft und Zivilgesellschaft präsentiert. Unter Punkt 1 fordert der Climate Emergency Plan des Club of Rome den Stopp von Subventionen für fossile Brennstoffe in Industrieländern bis 2020 (bis 2030 für sich entwickelnde Länder). Außerdem wird ein globaler Kohleausstieg bis zum Jahr 2050 gefordert.
Die 10 Punkte im Einzelnen zusammengefasst:
1. Ende der Subventionen für fossile Brennstoffe bis 2020
2. Weitere Verdopplung der Kapazitäten erneuerbarer Energien alle vier Jahre und Verdreifachung der jährlichen Investitionen bis 2025
3. Darstellung der echten Kosten durch fossile Brennstoffe bis 2020
4. Ersetzen des BIP als einzigen Indikator für Wohlstand
5. Verbessertes Kühlmittel-Management bis 2020
6. Förderung von technologischen Entwicklungen 2020
7. Sicherstellung höherer Energieeffizienz und Wiederverwertung bis 2025
8. Schnellere politische Entscheidungen und Schaffen von Rahmenbedingungen für regenerative und Low-Carbon-Landnutzung
9. Bildung, Gesundheitsvorsorge und Programme zur Familienplanung, insbesondere für Frauen
10. Sicherstellung eines fairen und gerechten Wandels in den betroffenen Regionen

## Österreichische Körperschaften mit deklariertem Klimanotstand

### Gemeindeebene
| # | Stadt/ Gemeinde        | Bundesland       | Klima- notstand Erklärung am | Bemerkungen | Klima- Bündnis Mitglied seit |
| - | ---------------------- | ---------------- | ---------------------------- | --- | ---------------------------- |
| 1 | Michaelerberg-Pruggern | Steiermark       | 13. Juni 2019                | Am 13. Juni 2019 hat der Gemeinderat von Michaelerberg-Pruggern auf Initiative des Hoteliers Ernst Walter Schrempf als erste Gemeinde in Österreich einstimmig beschlossen, den “Klimanotstand” auszurufen. |                              |
| 2 | Perchtoldsdorf         | Niederösterreich | 18. Juni 2019                | Am 18. Juni 2019 beschloss der Gemeinderat von Perchtoldsdorf nach einem Dringlichkeitsantrag von Bürgermeister Martin Schuster und Gemeinderat Christian Apl einstimmig ein Klimaschutzmanifest, welches dem Klimaschutz die nötige Priorität anrechnet. Die Erklärung bezieht sich auf die drohende Klimakatastrophe und einen damit einhergehenden Klimanotstand.                                                                                | 1994                         |
| 3 | Traiskirchen           | Niederösterreich | 24. Juni 2019                | Am 24. Juni 2019 rief Traiskirchen als erste Stadt Österreichs den Klimanotstand aus. Die Resolution wurde vom Gemeinderat einstimmig beschlossen. |                              |
| 4 | Hart bei Graz          | Steiermark       | 4. Juli 2019                 | Der Harter Gemeinderat beschloss Ende 2018, die Gemeinde plastikfrei zu machen. Außerdem wurde gemeinsam mit sechs Gemeinden in der näheren Umgebung die Klima- und Energiemodellregion GU-Süd gegründet. Gemeinsam werden regionale Klimaschutzprojekte erarbeitet. Für Bürgermeister Jakob Frey von der Bürgerliste Lebenswertes Hart bei Graz war der Klimanotstand eine logische Folge. Er fordert vom Land Steiermark eine ähnliche Erklärung. |                              |
| 5 | Steyregg               | Oberösterreich   | 4. Juli 2019                 | Am 4. Juli 2019 rief Steyregg als erste oberösterreichische Gemeinde den Klimanotstand aus. Dem Antrag der SBU stimmte der Gemeinderat einstimmig zu. | 2009                         |
| 6 | Hartberg               | Steiermark       | 8. Juli 2019                 | Der Hartberger Gemeinderat beschloss am 8. Juli 2019 gegen die Stimmen des ÖVP-Bürgermeisters das Ausrufen des Klimanotstandes. Außerdem wurde ein autofreier Hauptplatz an den Sommerwochenenden durchgesetzt. | 1998                         |
| 7 | Kufstein               | Tirol            | 10. Juli 2019                | Am 10. Juli 2019 rief Kufstein als erste Gemeinde in Tirol den Klimanotstand aus. Der Antrag wurde in der Gemeinderatssitzung einstimmig beschlossen. | 2004                         |

### Landesebene
| # | Bundesland | Klima- notstand Erklärung am | Bemerkungen | Klima- Bündnis Mitglied seit |
| - | ---------- | ---------------------------- | --- | ---------------------------- |
| 1 | Vorarlberg | 4. Juli 2019                 | Als erstes Bundesland Österreichs rief der Landtag von Vorarlberg mit breiter Mehrheit den Klimanotstand aus. Dem Antrag der Grünen stimmten SPÖ, ÖVP, NEOS und Grüne zu, nicht jedoch die FPÖ. | 2002                         |

Das Land Tirol wird – im Gegensatz zu Vorarlberg – nicht den Klimanotstand ausrufen, sondern den Klimaschutz in der Tiroler Landesordnung, der Verfassung des Landes, verankern. Der grüne Klubchef Gebi Mair betonte, dieser Schritt stelle „eine kleine Revolution“ dar.

### Bundesebene
Die zweite Kammer des Parlaments, der Bundesrat der Republik Österreich, der jedoch alleine nicht entscheidungsbevollmächtigt ist, setzte im Juli 2019 einen symbolischen Akt und sprach sich einstimmig für die Ausrufung des Klimanotstands. Denn „die Klimakrise sei längst in Österreich angekommen“, so die Begründung des Bundesrates. Der Appell zu Handeln wurde mit Verweis auf globale Erwärmung und Wetterkatastrophen an die Regierung gerichtet.
In der Nacht von 25. auf 26. September 2019 erklärte der Nationalrat den Zustand von Climate Emergency. Die englische Version wurde gewählt, weil einigen Abgeordneten die deutschsprachige Formulierung, wie Der Standard berichtete, „zu stark“ war. Damit gilt nun österreichweit, was zuvor bereits in einigen Gemeinden und Städten fixiert worden war: Der Klimakrise und den Folgen wurde ab sofort „höchste Priorität“ eingeräumt, Berichte des Weltklimarates IPCC dienen künftig als Grundlage für die Klimapolitik Österreichs und der nationale Energie- und Klimaplan wird nachgebessert. Der rechtlich nicht bindende Entschließungsantrag beinhaltet insgesamt acht Punkte, darunter die Selbstverpflichtung der österreichischen Politik, sich auf EU-Ebene und international für die Erreichung des 1,5-Grad-Ziels einzusetzen und die Öffentlichkeit stets umfassend zu informieren. Bei künftigen Entscheidungen sollen die Auswirkungen auf das Klima berücksichtigt werden.
Die Nationalratsmehrheit für diesen Beschluss setzte sich aus den Stimmen von ÖVP, SPÖ, NEOS und Liste Jetzt zusammen. Die FPÖ votierte dagegen. Deren Abgeordnete Walter Rauch und Harald Stefan sprachen von „Klimahysterie abseits von jeglichen Realitäten“ und „Weltuntergangsszenarien“.